# Campionati mondiali juniores di biathlon 2023
I Campionati mondiali juniores di biathlon 2023, manifestazione organizzata dalla International Biathlon Union, si sono tenuti a Šchuchinsk, in Kazakistan, dal 4 al 12 marzo. Il programma ha incluso gare di sprint, inseguimento, individuale e staffetta, sia maschili sia femminili, e di staffetta mista; oltre alle gare della categoria "juniores" (fino ai 21 anni) sono state disputate anche quelle della categoria "giovani" (fino ai 19 anni). In seguito all'invasione dell'Ucraina, gli atleti russi e bielorussi sono stati esclusi dalle competizioni.

## Categoria juniores

### Risultati

#### Uomini

##### Sprint
| Pos. | Atleta          | Nazione       |
| ---- | --------------- | ------------- |
| 1    | Campbell Wright | Nuova Zelanda |
| 2    | Jan Guńka       | Polonia       |
| 3    | Maxime Germain  | Stati Uniti   |
| 4    | Einar Hedegart  | Norvegia      |
| 5    | Martin Nevland  | Norvegia      |
| 6    | Benjamin Menz   | Germania      |
| 7    | Franz Schaser   | Germania      |
| 8    | Trym Gerhardsen | Norvegia      |
| 9    | Erik Larsson    | Svezia        |
| 10   | Isak Frey       | Norvegia      |

Data: 11 marzo

Ore: 16.30 (UTC+6)

##### Inseguimento
| Pos. | Atleta          | Nazione       |
| ---- | --------------- | ------------- |
| 1    | Martin Nevland  | Norvegia      |
| 2    | Einar Hedegart  | Norvegia      |
| 3    | Trym Gerhardsen | Norvegia      |
| 4    | Benjamin Menz   | Germania      |
| 5    | Maxime Germain  | Stati Uniti   |
| 6    | Campbell Wright | Nuova Zelanda |
| 7    | Marcin Zawół    | Polonia       |
| 8    | Fabian Kaskel   | Germania      |
| 9    | Ondřej Mánek    | Rep. Ceca     |
| 10   | Isak Frey       | Norvegia      |

Data: 12 marzo

Ore: 15.20 (UTC+6)

##### Individuale
| Pos. | Atleta            | Nazione   |
| ---- | ----------------- | --------- |
| 1    | Benjamin Menz     | Germania  |
| 2    | Einar Hedegart    | Norvegia  |
| 3    | Isak Frey         | Norvegia  |
| 4    | Nicolò Betemps    | Italia    |
| 5    | Ondřej Mánek      | Rep. Ceca |
| 6    | Martin Nevland    | Norvegia  |
| 7    | Zachary Connelly  | Canada    |
| 8    | Jan Guńka         | Polonia   |
| 9    | Luděk Abrahám     | Rep. Ceca |
| 10   | Renārs Birkentāls | Lettonia  |

Data: 6 marzo

Ore: 16.00 (UTC+6)

##### Staffetta
| Pos. | Nazione     | Atleti                                                             |
| ---- | ----------- | ------------------------------------------------------------------ |
| 1    | Norvegia    | Trym Gerhardsen Einar Hedegart Martin Nevland Isak Frey            |
| 2    | Germania    | Franz Schaser Fabian Kaskel Benjamin Menz Hans Köllner             |
| 3    | Italia      | Christoph Pircher Fabio Piller Cottrer Nicolò Betemps Marco Barale |
| 4    | Stati Uniti | Nikolas Burkhart Maxime Germain Bjorn Westervelt Van Ledger        |
| 5    | Polonia     | Konrad Badacz Fabian Suchodolski Jan Guńka Marcin Zawół            |

Data: 8 marzo

Ore: 16.00 (UTC+6)

#### Donne

##### Sprint
| Pos. | Atleta              | Nazione  |
| ---- | ------------------- | -------- |
| 1    | Selina Grotian      | Germania |
| 2    | Jeanne Richard      | Francia  |
| 3    | Sara Andersson      | Svezia   |
| 4    | Anaëlle Bondoux     | Francia  |
| 5    | Živa Klemenčič      | Slovenia |
| 6    | Lena Repinc         | Slovenia |
| 7    | Alva Sköld          | Svezia   |
| 8    | Tuva Aas Stræte     | Norvegia |
| 9    | Lea Rothschopf      | Austria  |
| 10   | Valentina Dimitrova | Bulgaria |

Data: 11 marzo

Ore: 13.00 (UTC+6)

##### Inseguimento
| Pos. | Atleta          | Nazione  |
| ---- | --------------- | -------- |
| 1    | Selina Grotian  | Germania |
| 2    | Jeanne Richard  | Francia  |
| 3    | Tuva Aas Stræte | Norvegia |
| 4    | Anaëlle Bondoux | Francia  |
| 5    | Lea Rothschopf  | Austria  |
| 6    | Anna Andexer    | Austria  |
| 7    | Léonie Jeannier | Francia  |
| 8    | Sara Andersson  | Svezia   |
| 9    | Živa Klemenčič  | Slovenia |
| 10   | Lena Repinc     | Slovenia |

Data: 12 marzo

Ore: 14.15 (UTC+6)

##### Individuale
| Pos. | Atleta            | Nazione   |
| ---- | ----------------- | --------- |
| 1    | Kaja Zorč         | Slovenia  |
| 2    | Jeanne Richard    | Francia   |
| 3    | Léonie Jeannier   | Francia   |
| 4    | Andreea Mezdrea   | Romania   |
| 5    | Selina Grotian    | Germania  |
| 6    | Sara Andersson    | Svezia    |
| 7    | Selina Kastl      | Germania  |
| 8    | Klara Vindišar    | Slovenia  |
| 9    | Fany Bertrand     | Francia   |
| 10   | Svatava Mikysková | Rep. Ceca |

Data: 6 marzo

Ore: 13.00 (UTC+6)

##### Staffetta
| Pos. | Nazione  | Atleti                                                           |
| ---- | -------- | ---------------------------------------------------------------- |
| 1    | Germania | Selina Kastl Johanna Puff Marlene Fichtner Selina Grotian        |
| 2    | Francia  | Fany Bertrand Camille Coupé Jeanne Richard Léonie Jeannier       |
| 3    | Norvegia | Linnea Winsvold Maren Bakken Siri Skar Tuva Aas Stræte           |
| 4    | Slovenia | Živa Klemenčič Klara Vindišar Lena Repinc Kaja Zorč              |
| 5    | Italia   | Linda Zingerle Sara Scattolo Birgit Schölzhorn Martina Trabucchi |

Data: 8 marzo

Ore: 13.00 (UTC+6)

#### Misto

##### Staffetta
| Pos. | Nazione  | Atleti                                                                |
| ---- | -------- | --------------------------------------------------------------------- |
| 1    | Germania | Johanna Puff Selina Grotian Benjamin Menz Hans Köllner                |
| 2    | Francia  | Léonie Jeannier Jeanne Richard Théo Guiraud-Poillot Jacques Jefferies |
| 3    | Norvegia | Maren Bakken Tuva Aas Stræte Martin Nevland Isak Frey                 |
| 4    | Slovenia | Živa Klemenčič Lena Repinc Matic Repnik Lovro Planko                  |
| 5    | Svezia   | Sara Andersson Alva Sköld Alfred Eriksson Anton Ivarsson              |

Data: 4 marzo

Ore: 16.00 (UTC+6)

### Medagliere per nazioni
| Pos. | Nazione       | Oro | Argento | Bronzo | Totale |
| ---- | ------------- | --- | ------- | ------ | ------ |
| 1    | Germania      | 5   | 1       | 0      | 6      |
| 2    | Norvegia      | 2   | 2       | 5      | 9      |
| 3    | Nuova Zelanda | 1   | 0       | 0      | 1      |
| 3    | Slovenia      | 1   | 0       | 0      | 1      |
| 5    | Francia       | 0   | 5       | 1      | 6      |
| 6    | Polonia       | 0   | 1       | 0      | 1      |
| 7    | Italia        | 0   | 0       | 1      | 1      |
| 7    | Stati Uniti   | 0   | 0       | 1      | 1      |
| 7    | Svezia        | 0   | 0       | 1      | 1      |

## Categoria giovani

### Risultati

#### Uomini

##### Sprint
| Pos. | Atleta             | Nazione   |
| ---- | ------------------ | --------- |
| 1    | Kasper Kalkenberg  | Norvegia  |
| 2    | Matija Legović     | Croazia   |
| 3    | Sivert Gerhardsen  | Norvegia  |
| 4    | Sivert Rusten      | Norvegia  |
| 5    | Albert Engelmann   | Germania  |
| 6    | Mark-Markos Kehva  | Estonia   |
| 7    | Erik Hafenmair     | Germania  |
| 8    | Arttu Heikkinen    | Finlandia |
| 9    | Noah Lekhal Husnes | Norvegia  |
| 10   | Davide Compagnoni  | Italia    |

Data: 12 marzo

Ore: 12.00 (UTC+6)

##### Inseguimento
| Pos. | Atleta                 | Nazione   |
| ---- | ---------------------- | --------- |
| 1    | Sivert Gerhardsen      | Norvegia  |
| 2    | Albert Engelmann       | Germania  |
| 3    | Arttu Heikkinen        | Finlandia |
| 4    | Kasper Kalkenberg      | Norvegia  |
| 5    | Matija Legović         | Croazia   |
| 6    | Erik Hafenmair         | Germania  |
| 7    | Elias Seidl            | Germania  |
| 8    | Tim Nechwatal          | Germania  |
| 9    | Cesare Lozza           | Italia    |
| 10   | Jean-Nicolas De Broeck | Canada    |

Data: 12 marzo

Ore: 12.00 (UTC+6)

##### Individuale
| Pos. | Atleta            | Nazione    |
| ---- | ----------------- | ---------- |
| 1    | Jakub Borguľa     | Slovacchia |
| 2    | Sivert Gerhardsen | Norvegia   |
| 3    | Matija Legović    | Croazia    |
| 4    | Daniel Malušek    | Rep. Ceca  |
| 5    | Sivert Rusten     | Norvegia   |
| 6    | Cesare Lozza      | Italia     |
| 7    | Xavier Gilbert    | Canada     |
| 8    | Hubert Matusik    | Polonia    |
| 9    | Albert Engelmann  | Germania   |
| 10   | Kasper Kalkenberg | Norvegia   |

Data: 5 marzo

Ore: 16.00 (UTC+6)

##### Staffetta
| Pos. | Nazione   | Atleti                                            |
| ---- | --------- | ------------------------------------------------- |
| 1    | Rep. Ceca | Jonáš Kabrda Daniel Malušek Ferdinand Jansa       |
| 2    | Germania  | Elias Seidl Erik Hafenmair Albert Engelmann       |
| 3    | Norvegia  | Sivert Rusten Kasper Kalkenberg Sivert Gerhardsen |
| 4    | Finlandia | Jimi Klemettinen Eemi Naumanen Arttu Heikkinen    |
| 5    | Italia    | Cesare Lozza Alex Perissutti Davide Compagnoni    |

Data: 7 marzo

Ore: 16.00 (UTC+6)

#### Donne

##### Sprint
| Pos. | Atleta              | Nazione   |
| ---- | ------------------- | --------- |
| 1    | Julia Tannheimer    | Germania  |
| 2    | Julia Kink          | Germania  |
| 3    | Astrid Plösch       | Italia    |
| 4    | Elsa Tänglander     | Svezia    |
| 5    | Maren Brännare-Gran | Norvegia  |
| 6    | Ilona Plecháčová    | Rep. Ceca |
| 7    | Olena Horodna       | Ucraina   |
| 8    | Fabiana Carpella    | Italia    |
| 9    | Kaia Wulff Berntsen | Norvegia  |
| 10   | Lene Jøranli        | Norvegia  |

Data: 10 marzo

Ore: 13.00 (UTC+6)

##### Inseguimento
| Pos. | Atleta               | Nazione   |
| ---- | -------------------- | --------- |
| 1    | Julia Tannheimer     | Germania  |
| 2    | Julia Kink           | Germania  |
| 3    | Maren Brännare-Gran  | Norvegia  |
| 4    | Ilona Plecháčová     | Rep. Ceca |
| 5    | Fabiana Carpella     | Italia    |
| 6    | Astrid Plösch        | Italia    |
| 7    | Lea Zimmermann       | Germania  |
| 8    | Kaia Wulff Berntsen  | Norvegia  |
| 9    | Alessia Laager       | Svizzera  |
| 10   | Oleksandra Merkušina | Ucraina   |

Data: 12 marzo

Ore: 11.00 (UTC+6)

##### Individuale
| Pos. | Atleta               | Nazione   |
| ---- | -------------------- | --------- |
| 1    | Julia Kink           | Germania  |
| 2    | Alessia Laager       | Svizzera  |
| 3    | Oleksandra Merkušina | Ucraina   |
| 4    | Carlotta Gautero     | Italia    |
| 5    | Elsa Tänglander      | Svezia    |
| 6    | Ela Sever            | Slovenia  |
| 7    | Olena Horodna        | Croazia   |
| 8    | Ragna Fodstad        | Norvegia  |
| 9    | Teodora Westerlund   | Finlandia |
| 10   | Lea Zimmermann       | Germania  |

Data: 5 marzo

Ore: 13.00 (UTC+6)

##### Staffetta
| Pos. | Nazione  | Atleti                                                |
| ---- | -------- | ----------------------------------------------------- |
| 1    | Germania | Lea Zimmermann Julia Tannheimer Julia Kink            |
| 2    | Italia   | Astrid Plösch Fabiana Carpella Carlotta Gautero       |
| 3    | Norvegia | Lene Jøranli Ragna Fodstad Maren Brännare-Gran        |
| 4    | Ucraina  | Olena Horodna Ksenija Prychod'ko Oleksandra Merkušina |
| 5    | Canada   | Anna Marino Desiree Paradis Moira Green               |

Data: 7 marzo

Ore: 13.00 (UTC+6)

#### Misto

##### Staffetta
| Pos. | Nazione   | Atleti                                                                |
| ---- | --------- | --------------------------------------------------------------------- |
| 1    | Norvegia  | Ragna Fodstad Maren Brännare-Gran Kasper Kalkenberg Sivert Gerhardsen |
| 2    | Germania  | Julia Kink Julia Tannheimer Tim Nechwatal Elias Seidl                 |
| 3    | Ucraina   | Olena Horodna Oleksandra Merkušina Bohdan Borkov'skyj Mychajlo Chmil  |
| 4    | Italia    | Astrid Plosch Fabiana Carpella Davide Compagnoni Cesare Lozza         |
| 5    | Rep. Ceca | Valerie Křížová Ilona Plecháčová Jonáš Kabrda Daniel Malušek          |

Data: 4 marzo

Ore: 13.00 (UTC+6)

### Medagliere per nazioni
| Pos. | Nazione    | Oro | Argento | Bronzo | Totale |
| ---- | ---------- | --- | ------- | ------ | ------ |
| 1    | Germania   | 4   | 5       | 0      | 9      |
| 2    | Norvegia   | 3   | 0       | 5      | 8      |
| 3    | Rep. Ceca  | 1   | 0       | 0      | 1      |
| 3    | Slovacchia | 1   | 0       | 0      | 1      |
| 5    | Croazia    | 0   | 1       | 1      | 2      |
| 5    | Italia     | 0   | 1       | 1      | 2      |
| 7    | Svizzera   | 0   | 1       | 0      | 1      |
| 8    | Ucraina    | 0   | 0       | 2      | 2      |
| 9    | Finlandia  | 0   | 0       | 1      | 1      |